# Howth Castle
Howth Castle (irisch Caisleán Bhinn Éadair) ist eine Burg in der Nähe des Dorfes Howth im irischen County Fingal. Dort residierte früher die Familie St. Lawrence, der diese Gegend seit der normannischen Invasion 1180 gehörte. Die Familienmitglieder führten den Titel Lord of Howth bis ca. 1425, den eines Baron Howth bis 1767 und den eines Earl of Howth bis 1909. Seit 1909 gehören Burg und Anwesen den Nachkommen der weiblichen Linie, der Familie Gaisford-St. Lawrence.
Das Anwesen umfasst einen großen Teil der Halbinsel Howth Head, z. B. ausgedehntes Heideland und einen großen Teil der bekannten „Cliff Walks“ von Howth, von denen aus man einen Blick über die Bucht von Dublin, lichten Wald und die Insel Ireland’s Eye hat. Auf dem Anwesen in der Nähe der Burg befinden sich ein Golfplatz, ein Pitch- and Putt-Platz und Einrichtungen für Soccergolf, ein früheres Hotel, formelle Gärten und ein Teich, Rhododendrenwege – und verschiedene kleine Bäche durchqueren das Anwesen.
Im Oktober 2018 verkündete die Familie ihren Beschluss, das Anwesen an eine Investmentgruppe zu verkaufen. Der Golfclub wird 2019 noch offen bleiben, das Hotel soll renoviert und als Luxusdomizil wiedereröffnet werden und man denkt an den Bau von Wohnhäusern.

## Geschichte
Seit 1180 war die Familie St. Lawrence die Feudalherren von Howth. Die ursprüngliche Familienburg, eine Holzkonstruktion, lag am Rande des Dorfes auf dem Tower Hill mit Blick über die Halscadden Bay. In unterschiedlichen Ausführungen stand Howth Castle über 750 Jahre lang an seinem heutigen Standort. Der große englische Architekt Sir Edwin Lutyens baute 1911 die Burg aus dem 14. Jahrhundert um; von ihr kann man die Insel Ireland’s Eye und die Küstenlinie nördlich von Dublin überschauen.
Früher gehörte ein großer Teil der Küste des nördlichen Dublin zum Anwesen, z. B. um die Ortschaften Kilbarrack, Raheny und Clontarf, aber diese Ländereien wurden zwischen Mitte des 19. Jahrhunderts und Mitte des 20. Jahrhunderts nach und nach verkauft.
In der zweiten Hälfte des 20. Jahrhunderts wurde das Anwesen der Burg weitgehend umgestaltet, um einen Golfplatz und ein Mittelklassehotel mit Bar, Restaurant und Wellnesseinrichtungen aufzunehmen.
Anfang des 21. Jahrhunderts wurden in der Burg eine Kochschule und später ein Café eröffnet und gelegentlich gab es Führungen durch die Burg.
Im Oktober 2018 gab Julian Gaisford-St. Lawrence bekannt, dass die Familie sich geeinigt hätte, das Anwesen an eine private Investmentgruppe zu verkaufen. Der Golfplatz und die anderen Einrichtungen sollen bis 2019 öffentlich zugänglich bleiben und das ehemalige Hotel renoviert und als Luxusressort wiedereröffnet werden. Wohnbau sei auf dem Gelände möglich. Es wurde keine Aussage darüber getroffen, ob die Familie einen Teil der Ländereien behalten wolle oder sich ein lebenslanges Wohnrecht in der Burg ausbedungen habe. Auch über die Zukunft des von Freiwilligen betriebenen Transportmuseums auf dem Gelände ist nichts bekannt.

### Legende
Eine bekannte Legende über die Burg handelt von einem Vorfall, der sich angeblich 1576 ereignet haben soll. Auf ihrer Reise von Dublin wollte die gälische Clanchefin und „Piratenkönigin“ Gráinne O’Malley dem 8. Baron Howth einen Besuch abstatten. Aber man sagte ihr, dass die Familie gerade das Abendessen einnehme, und die Burgtore wurden ihr vor der Nase verschlossen. Als Rache hierfür entführte sie den Enkel und Erben, den 10. Baron. Später ließ sie ihn wieder frei, als man ihr versprach, die Tore für unerwartete Besucher offen zu halten und bei jedem Mahl einen zusätzlichen Platz freizuhalten. Die Nachfahren des Barons halten sich noch heute an diese Vereinbarung.

## Anwesen
1892 schrieb Rosa Mulholland über das Anwesen:

„Wenn man in das Unterland zurückkommt, sollte man das alte Anwesen des Earl of Howth besuchten, wo eine wunderliche, alte Burg in einem steifen Garten mit einem von Schwänen bevölkerten Teich und einem plätschernden Springbrunnen steht, umgeben von dunklen, wundervollen Wäldern voll hochaufragenden, kathedraltengleichen und moosbedeckten Gängen, in denen das Krächzen der Saatkrähen widerhallt.“

Das Anwesen bei der Burg ist für seine Gärten mit wilden Rhododendren bekannt, die im Sommer öffentlich zugänglich sind, ebenso wie für einige der ältesten Buchenhecken in Irland, gepflanzt 1710. Zu bestimmten Zeiten, z. B. im Sommer 2016, kann man Führungen durch die Burg am Wochenende buchen. Bis Mitte des 20. Jahrhunderts gab es einen Felsengarten bei der Pfarrkirche der Church of Ireland, einen „Sonnenuhrgarten“ beim Haupteingangstor, einen Obsthain, einen Burggraben und einen Brunnen vor der Burg; all diese Einrichtungen wurden später nicht mehr genutzt. Ein kleiner, versenkter Garten liegt neben dem Kapellentrakt der Burg und ein formeller Garten, von dem Teile erhalten blieben, dahinter. Ein Weg führt durch den Schwanenteich, neben dem sich ein Farngarten befand.
Der Bloody Stream (dt. „verdammter Bach“) verlief vor der Burg, ein weiterer Bach floss direkt vorbei, wurde aber später in die Tagwasserführung der Burg integriert; ein dritter Bach war mit dem Schwanenteich verbunden. Einer der Bäche in Sutton entspringt im Anwesen.
Die entfernteren Teile des Anwesens dienen mehr oder weniger als öffentlicher Grund mit beliebten Wegen; sie sind im Wesentlichen der Special Amenity Area Order unterworfen.
Im 20. Jahrhundert wurde der klassische Landschaftsgarten aus dem 17. Jahrhundert wesentlich umgestaltet, um aus dem Rehpark einen Golfplatz zu machen, an den viele Jahre lang ein Hotel namens „Deer Park Hotel“ (dt.: „Rehparkhotel“) angeschlossen war.
Die „Kitchen in the Castle Cookery School“ (dt.: „Kochschule Küche in der Burg“) wurde von zwei Familienmitgliedern eröffnet und liegt in den restaurierten georgianischen Küchen von Howth Castle.
Das von Freiwilligen betriebene National Transport Museum of Ireland liegt ebenfalls auf dem Anwesen der Burg. Dort sind Lastwagen, Feuerwehrwagen und Traktoren ausgestellt. Ebenfalls findet man dort die restaurierte Hill of Howth Tramway No. 9.

## In Buch und Film

### Drehort für Filme
Howth Castle entspricht dem fiktionalen „Castle Haleron“ im Film Dementia 13 mit Roger Corman und Francis Ford Coppola aus dem Jahre 1963, wo etliche Szenen des Films stattfinden.
Flashback-Szenen in Sergio Leones Spaghetti-Western Todesmelodie wurden hier gedreht. Die Burg diente außerdem für umfangreiche Außenaufnahmen in Love & Friendship, Whit Stillmans Verfilmung von Jane Austens Novelle Lady Susan.